# Charles-Eugène Delaunay
Charles-Eugène Delaunay   (Lusigny-sur-Barse, 9 d'abril de 1816 - Cherbourg, 5 d'agost de 1872) va ser un matemàtic i astrònom francès. La seva teoria lunar va ser important en el coneixement del moviment dels planetes i en la matemàtica. El seu cognom apareix inscrit a la Torre Eiffel
Delaunay estudià sota Jean-Baptiste Biot a la Sorbonne. Treballà sobre la mecànica lunar com un cas del problema dels tres cossos. Va demostrar clarament el problema dels anomenat petits determinadors en la teoria de la pertorbació i l'àlgbra de computació.
Delaunay va esdevenir director de l'Observatori de París el 1870 però s'ofegà en un accident de barca, prop de Cherbourg, dos anys més tard.

## Honors
- Membre de l'Académie des Sciences, (1855)[3]
- Medalla d'or de la Royal Astronomical Society, (1870)[4]

## Obres
- —. Cours élémentaire de mécanique, 1851.
- —. Cours élémentaire d'astronomie, 1853.
- —. Traité de mécanique rationnelle, 1856.
- —. Théorie du mouvement de la lune. Vol. 1, 1860.
- —. Théorie du mouvement de la lune. Vol. 2, 1867.
- —. Ralentissement de la rotation de la terre, 1866.
- —. Rapport sur les progrès de l'astronomie, 1867.